# B36 Tórshavn

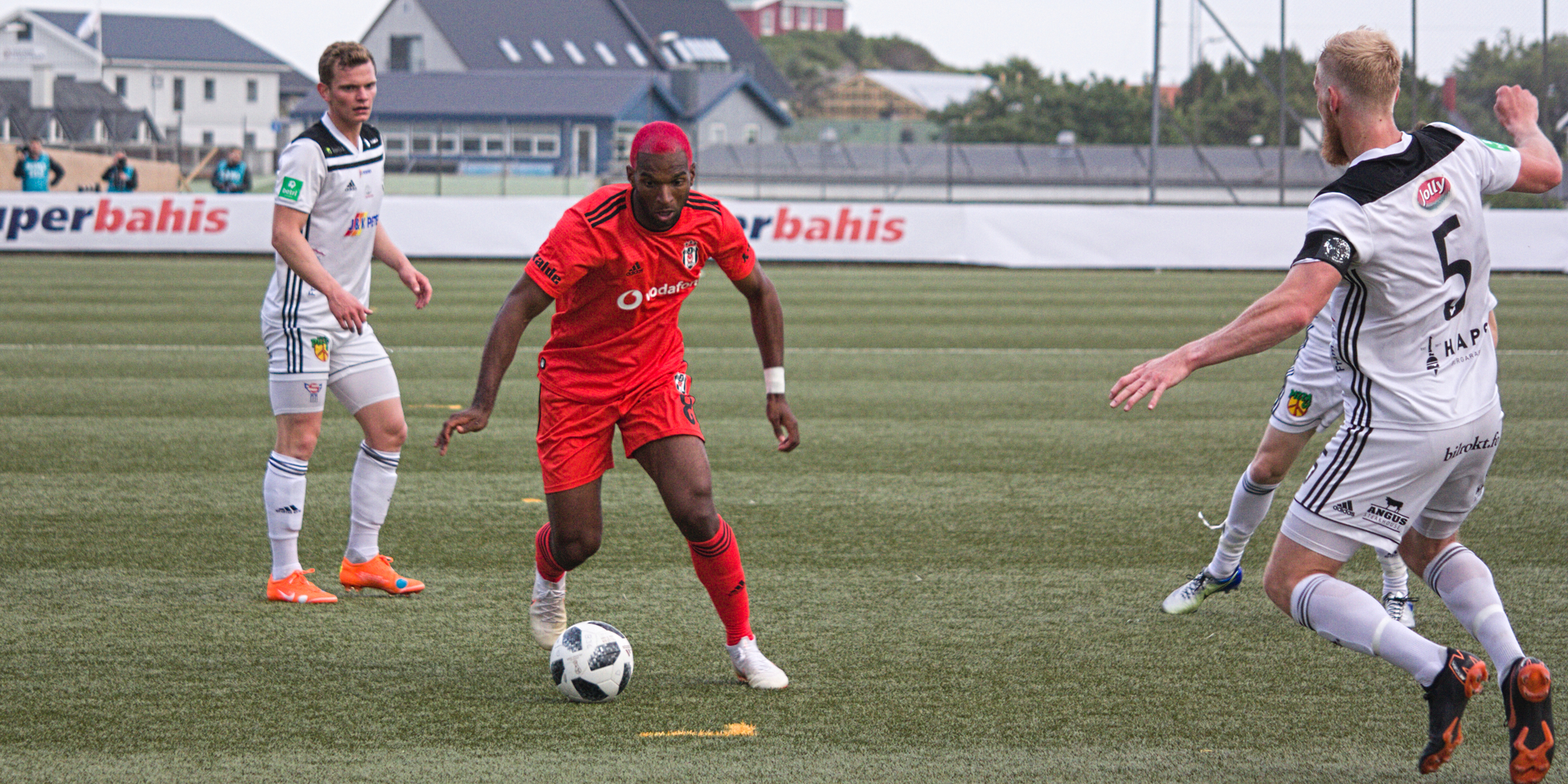
Ryan Babel voor Beşiktaş JK in actie tegen B36.

Bóltfelagið 1936 - beter bekend als B36 - is een voetbalclub uit Tórshavn, de hoofdstad van de Faeröer. De sportvereniging werd in 1936 opgericht, waarvan de clubkleur wit is. De thuiswedstrijden worden gespeeld in het Gundadalur, dat wordt gedeeld met aartsvijand HB Tórshavn.

## Geschiedenis
B36 behoort tot een van de meest succesvolle clubs op de Faeröer, het behaalde elf keer het landskampioenschap in het voetbal. In 1997 speelde men voor de enige keer een groepsfase in Europees verband. In de Intertoto Cup eindigde men puntloos in groep 5. Het scoorde slechts twee keer in vier wedstrijden.
Daarna kwam B36 nooit verder dan de derde voorrondes van de UEFA Europa League. Dat gebeurde in het seizoen 2020/21, toen men in de voorronde St Joseph's FC (2-1) uitschakelde en daarna FCI Levadia Tallinn (4-3) en The New Saints FC (2-2) verslagen werden. In de derde voorronde was het Bulgaarse CSKA Sofia met 1-3 te sterk.

## Mannen

### Erelijst
Landskampioen (11x)
1946, 1948, 1950, 1959, 1962, 1997, 2001, 2005, 2011, 2014, 2015
Beker van de Faeröer
winnaar (7x) in 1965, 1991, 2001, 2003, 2006, 2018, 2021
finalist (10x) in 1959, 1961, 1963, 1964, 1967, 1968, 1969, 1972, 1999, 2008
Supercup van de Faeröer (1x)
2007
1. deild
1985

### Eindklasseringen
| 2 |

| 2 |

| 1 |

| 3 |

| 2 |

| 2 |

| 3 |

| 3 |

| 2 |

| 4 |

| 5 |

| 5 |

| 3 |

| 5 |

| 5 |

| 4 |

| 5 |

| 6 |

| 7 |

| 4 |

| 7 |

| 6 |

| 5 |

| 7 |

| 8 |

| 1 |

| 8 |

| 2 |

| 3 |

| 6 |

| 2 |

| 2 |

| 6 |

| 5 |

| 7 |

| 5 |

| 4 |

| 1 |

| 3 |

| 3 |

| 6 |

| 1 |

| 5 |

| 2 |

| 2 |

| 1 |

| 3 |

| 3 |

| 3 |

| 8 |

| 6 |

| 1 |

| 6 |

| 3 |

| 1 |

| 1 |

| 4 |

| 3 |

| 3 |

| 2 |

| 4 |

| 5 |

| 4 |

| 4 |

| 5 |

| Niveau 1 | Niveau 2 | Niveau 3 |

Niveau 1 kende in de loop der tijd meerdere namen, meestal vanwege de hoofdsponsor. Zie Meistaradeildin#Competitie.

### In Europa
B36 Tórshavn speelt sinds 1992 in diverse Europese competities. Hieronder staan de competities en in welke seizoenen de club deelnam:
| Champions League (6x)  | 1998/99, 2002/03, 2006/07, 2012/13, 2015/16, 2016/17 |
| Europa League (6x)     | 2009/10, 2014/15, 2017/18, 2018/19, 2019/20, 2020/21 |
| Conference League (3x) | 2022/23, 2023/24, 2024/25                            |
| Europacup II (1x)      | 1992/93                                              |
| UEFA Cup (6x)          | 1999/00, 2000/01, 2004/05, 2005/06, 2007/08, 2008/09 |
| Intertoto Cup (1x)     | 1997                                                 |

## Vrouwen
B36 nam slechts twee keer niet deel aan de 36 edities van de 1. Deild (vrouwen), voor het seizoen 2009 trok het zich vrijwillig terug, waarna ze ook in 2010 ontbraken. In 1985 werd het elftal de eerste kampioen, daarna werden er nog drie titels behaald.
In het seizoen 2015 traden de vrouwen aan onder de naam AB/B36, het combinatie-elftal met de club uit Argir duurde slechts een jaar.

### Erelijst
Landskampioen
4x; in: 1985, 1987, 1996, 1998
Beker van de Faeröer
winnaar (6x) in: 1991, 1993, 1994, 1995, 1997, 2005
finalist (3x) in: 1998, 2008, 2012